# Bramsche (Lingen)
Bramsche ist ein Stadtteil von Lingen (Ems) im Landkreis Emsland in Niedersachsen. Bis 1974 war Bramsche Teil der Gemeinde Bramsche-Wesel und bildet seitdem zusammen mit den anderen Orten der ehemaligen Samtgemeinde Bramsche eine Ortschaft. Bramsche liegt an der B 70, die von Neermoor über Rheine nach Wesel am Niederrhein führt. Der Ort ist Mittelpunkt von acht Bauerschaften: Kring, Wesel, Sommeringen, Hüvede, Mundersum, Estringen, Rottum und Polle, die zum Teil früher Gemeinden waren.

## Landschaft
Die Landschaft um Bramsche ist geprägt von der Ems, dem Dortmund-Ems-Kanal und der Aa. Westlich des Ortsteils liegt das Landschaftsschutzgebiet Aaberge. Der renaturierte Südbach wurde zum Naturdenkmal erklärt. Ein Naturdenkmal war auch die so genannte „1000-jährige Eiche“, die angezündet und dadurch weitgehend zerstört wurde; es steht nur noch der Stamm. Zur Erholung der Einwohner dient eines der größten zusammenhängenden Waldgebiete des Emslandes. Natur aus „zweiter Hand“ stellt der Seitenkanal Gleesen-Papenburg dar. Der Seitenkanal wurde vor dem Krieg als neues Kanalbett von Gleesen bis nach Papenburg geplant, aber nie fertiggestellt.

## Geschichte

### Frühgeschichte
Ausgrabungen sowie Hügel- und Steingräber (Großsteingrab Mundersum, Großsteingrab Gleesen und Großsteingrab Bramsche-Wesel) belegen, dass in der Gegend von Bramsche schon in der mittleren Jungsteinzeit (ca. 4.000–2.000 v. Chr.) Menschen siedelten. Diese Großsteingräber wurden während der Trichterbecherkultur errichtet. In der Nähe des Großsteingrabes Mundersumer Sand fand der Heimatforscher Heinrich Bröcker reichverzierte Scherben und rund 50 Urnen. Er entdeckte zudem südlich von Bramsche an der Surbecke, etwa 200 Meter von der Weseler Straße entfernt, einen weiteren Urnenfriedhof. In der Nähe der Bauerschaft Mundersum, nördlich von Bramsche, entdeckte der Heimatforscher Franz Wolf des Weiteren insgesamt 55 ur- und frühgeschichtliche Stätten, Steingräber mit Waffen, Gefäßen und Geräten aus der Steinzeit (4000–2000 v. Chr.), eine steinzeitliche Grubenwohnung, Hügelgräber aus der Bronzezeit mit zahlreichen Urnenfunden (2000–750 v. Chr.) sowie eine germanische Eisenschmelze in der Bauerschaft Hüvede. In der Nähe der Bauerschaft Estringen, auf dem Lüberg, entdeckte des Weiteren der Heimatforscher Heinrich Timmerbeil eine Grabstätte mit mehreren Urnen und Grabbeigaben aus der Zeit um 800 n. Chr. Unter den Grabbeigaben befand sich eine Kette mit über 60 haselnuss-großen Tonperlen mit einem Verschluss aus Bronze. Dieser Fund ist im Städtischen Museum von Osnabrück ausgestellt.

### Mittelalter

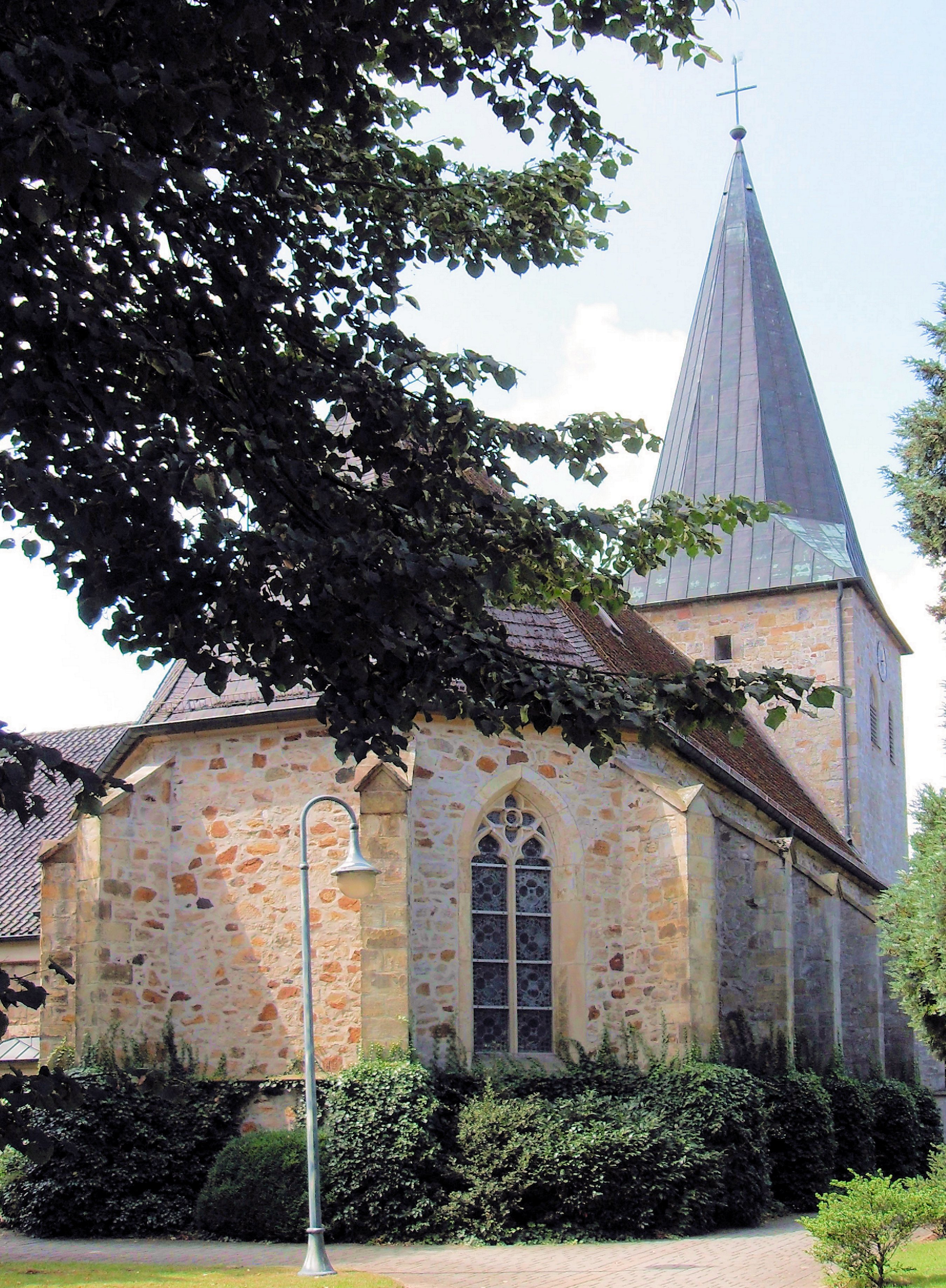
Pfarrkirche St. Gertrudis

Um das Jahr 1000 erschien Bramsche erstmals namentlich im Werdener Urbar als Teil des Venkigaus. Das Corveyer Heberegister erwähnt Bremesge ebenfalls um 1000. In einer Urkunde von 1463 heißt es: Bramesche op den Huuetfelde in den Ampte von Lynge belegen. Bramsche gehörte in der Neuzeit zur Grafschaft Lingen.
Im 15. Jahrhundert wurde südlich von Bramsche an der Großen Aa die Burg Spyck errichtet, deren Besitzer die münsterländische Familie von Senden gewesen sein soll. Allerdings sind bis heute keinerlei Aufzeichnungen bzw. Dokumente gefunden worden. Ebenso wurden keine Burgreste wie Fundamente auf dem heutigen Gutsbezirk entdeckt. Nachgewiesen ist, dass die Familie von Senden zwischen 1412 und 1463 Besitzer war. Die urkundlich erwähnte Burg Bramsche im Dorfkern, mit seinem Burgherrn Ritter Otto von Grothaus war zu dieser Zeit bereits zerstört.

### Die Zeit der Reformation
Konrad von Tecklenburg-Schwerin, Graf der Grafschaft Lingen, führte 1543 die Reformation ein, so auch in Bramsche. Seelsorger in Bramsche wurde der calvinistische Prediger Joh. Horstel. Nach der Niederlage des Schmalkaldischen Bundes musste Konrad von Tecklenburg-Schwerin im Jahr 1548 die Grafschaft Lingen abtreten. Durch den Verlust seiner Regentschaft im Jahre 1548 wurde Bramsche wieder katholisch. Von 1597 bis 1605, als die Grafschaft Lingen Teil der Utrechter Union war, predigte Pfarrer Albertus Hoett in Bramsche. Nachdem der Prinz von Oranien die Grafschaft Lingen erneut 1633 in Besitz genommen hatte, ließ er die Pfarreien in der Grafschaft mit calvinistischen Predigern besetzen; die kleinere Gemeinde Bramsche wurde den Katholiken gelassen. Nach dem Ende des Dreißigjährigen Krieges bekam auch die Gemeinde Bramsche einen calvinistischen Prediger. Die Kirchenverordnung der Oranier verbot es, dass katholische Priester und Küster in Bramsche wirkten, sodass die Bramscher Katholiken bis zum Jahre 1702 in der Tegder Scheune in Gleesen zur Messe gingen.

### Das 19. Jahrhundert
Durch die Annexion nordwestdeutscher Gebiete ab dem 1. Januar 1811 durch das napoleonische Kaiserreich wurde Bramsche Teil Frankreichs. Es gehörte zum Département de l’Ems-Supérieur (Departement Ober-Ems). Das napoleonische Kaiserreich brachte die Errungenschaften der Französischen Revolution nach Bramsche, den Liberalismus: Rechtsgleichheit, die Reisefreiheit, die Gewerbefreiheit, die Trennung von Kirche und Staat, den Schutz des Privateigentums und den Code civil („Code Napoléon“). Im November 1813 endete mit den Befreiungskriegen die französische Herrschaft über Bramsche.
Durch den Verzicht Preußens auf die Grafschaft Lingen wurde 1814 Bramsche Teil des auf dem Wiener Kongress neugegründeten Königreiches Hannover. Am 25. Juni 1822 erfolgte durch die Kulturverordnung (sowie des Nachtrages von 12. März 1824) des Königreiches Hannover die rechtliche Weisung zur Simultannutzung der Bramscher Kirche. Diese Verordnung wurde aber schon 1827/1830 aufgrund des nicht endenden Streites um die Kirchennutzung wieder aufgehoben. Im Jahre 1848 wurde die Bramscher Kirche den Katholiken, mit einem Drittel des Kirchenvermögens, übertragen. Der protestantische Pfarrer der Bramscher Gemeinde wurde drauf hin Pfarrer in Baccum. Im Rahmen der Kulturverordnung wurde zudem am 14. September 1825 die Aufsicht über die Schule in Bramsche katholischen Lehrern angetragen.
Nach dem verlorenen Österreichisch-Preußischen Krieg von 1866 annektierte Preußen das Königreich Hannover, das zur preußischen Provinz Hannover wurde. Somit wurde Bramsche durch die Annexion des Königreiches Hannover Teil des deutschen Zollvereins.

### Das 20. Jahrhundert

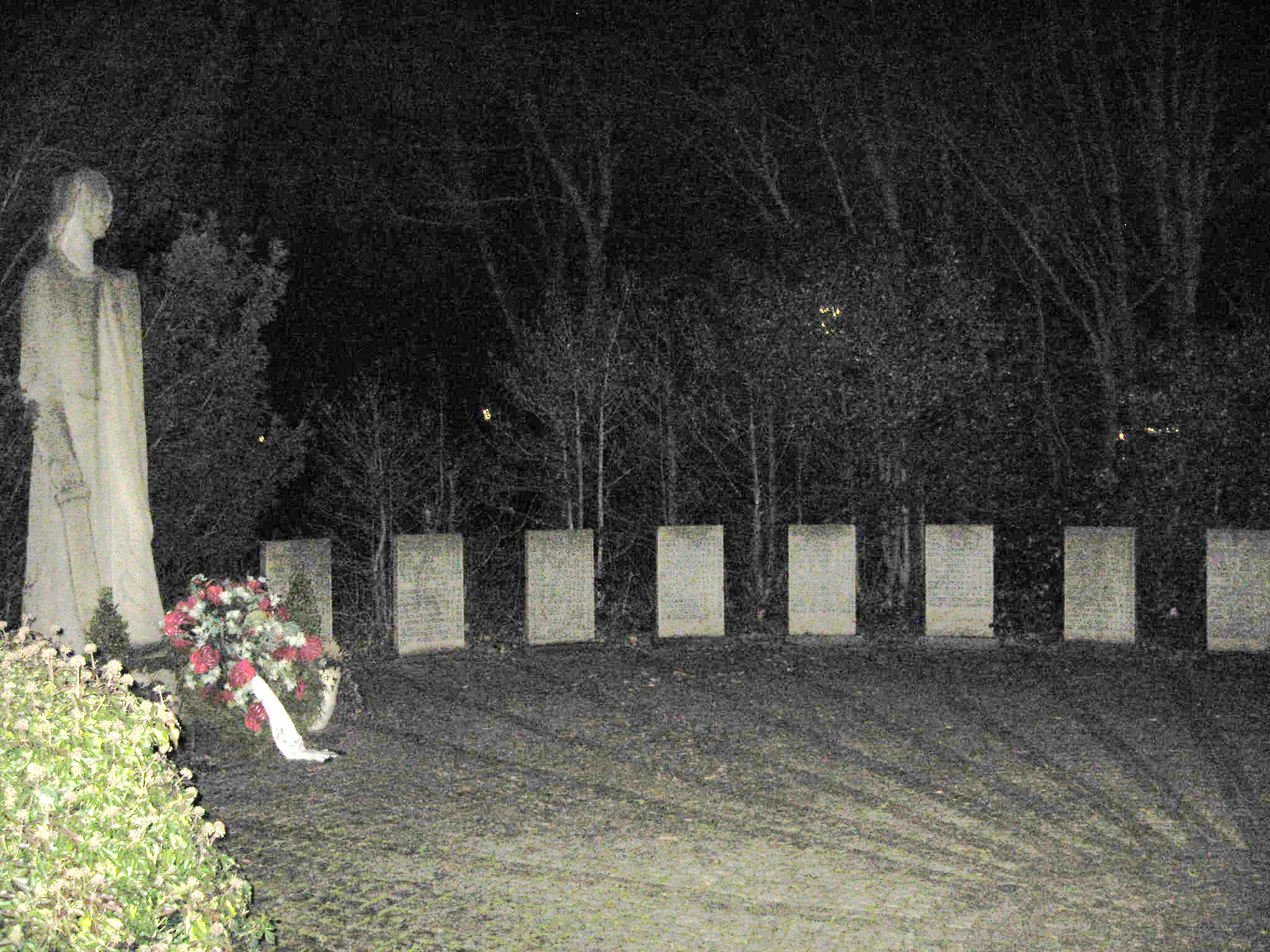
Gedenkstätte der Gefallenen des Ersten und Zweiten Weltkrieges

Die Zeit des Ersten Weltkrieges von 1914 bis 1918 brachte die Zwangsverpflichtung vieler Bramscher zum Kriegsdienst. Insgesamt 43 Bramscher fielen vornehmlich an der Westfront. 
Im Zweiten Weltkrieg, am 7. April 1945, wurde Bramsche nach viertägigen Kämpfen durch britische Truppen besetzt. Unter den vielen Gebäuden, die beschädigt wurden, befand sich die Schule und der Gasthof Heskamp. Die Pfarrkirche St. Gertrudis trug ebenfalls einige Schäden davon. Das Kirchendach war schwer beschädigt und die Kirchenfenster waren zertrümmert. Bei den Kämpfen in Bramsche wurden elf deutsche Soldaten getötet und in zwei Massengräbern an der Kirche beigesetzt. Zudem befand sich zwischen Bramsche und Gleesen eine Flak-Stellung. Dieses Gelände wird heute durch einen Hundeverein genutzt. Wesel, mit dem Militärflugplatz Plantlünne/Wesel, konnte erst am 9. April 1945 durch britische Truppen besetzt werden.
In Wesel, beiderseits der Bundesstraße 70 in Höhe der Mülldeponie Venneberg, befand sich der Militärflugplatz Plantlünne/Wesel mit der III./Jagdgeschwader 26. Zu Beginn des Zweiten Weltkrieges war der Flugplatz, auf dem 60 bis 120 Flugzeuge standen, einsatzfähig. Der Flughafen wurde von Strafgefangenen errichtet. Diese zogen in langen Kolonnen, von Wärtern bewacht, vom Militärflugplatz Plantlünne/Wesel zum Dortmund-Ems-Kanal, um dort mit Schaufeln und bloßen Händen Schiffsladungen mit Baustoffen und Pflastermaterial für den Flugplatzausbau auf Feldbahnloren oder Lkw zu verladen. Nach mehreren Bombardierungen nahmen die Briten am 9. April 1945 den Flugplatz in Besitz und flogen von dort aus britische Einsätze. Ein tragischer Irrtum nahm hier am 3. Mai 1945 seinen Anfang. Britische Kampfflugzeuge stiegen auf und versenkten in der Lübecker Bucht die Cap Arcona und Thielbek, auf denen sich zahlreiche KZ-Häftlinge des KZ Neuengamme befanden.
Bramsche wurde nach dem Zweiten Weltkrieg durch polnische Truppen besetzt und war Teil der britischen Besatzungszone. Erst nach dem Abzug der polnischen Truppen im April 1947 konnte der Schulhof und die Lehrerwohnung wieder durch die Gemeinde in Obhut genommen werden. Im Zweiten Weltkrieg fielen 59 Bramscher als Kriegsverpflichtete.
Die Nachkriegszeit war durch die Not der Heimatvertriebenen geprägt. Zu dieser Zeit waren zeitweise zwei Drittel der Bevölkerung Bramsches Flüchtlinge. Nach 1950 entwickelte Bramsche sich von einer landwirtschaftlich geprägten Gemeinde zu einem Ort mit geschäftlicher und handwerklicher Orientierung. Es sind außerdem mehrere große Industriebetriebe und das Kernkraftwerk Lingen hier angesiedelt. Im Jahr 1964 schlossen sich die vier Gemeinden Bramsche-Wesel, Sommeringen-Hüvede, Mundersum und Estringen zur Samtgemeinde Bramsche zusammen. Diese wurde zehn Jahre später zu einem Stadtteil von Lingen (Ems).
Am 1. März 1974 wurde die Gemeinde Bramsche-Wesel in die Stadt Lingen (Ems) eingegliedert.

### Herleitung der Namen und Geschichte der Ortschaften
Beim Namen Bramsche (alt: Bremesge, später Bramesche) leitet sich das Bestimmungswort von germ. brem, bram = Dorn, Stachel; aus idg. bhrom/bhrem = eine Spitze bilden, vgl. althochdtsch. bráma = Dornstrauch, Dornengestrüpp. Evtl. kann bram auch für Ginster stehen. Das Grundwort esge wird noch plattdtsch. als eske = (Esch), für eine Fläche ohne Baumbestand benutzt. Es handelte sich somit entweder um einen mit Dornengestrüpp bewachsenen, baumlosen Versammlungsort oder einen Esch im Ginstergelände.
Kring, von germ. crange = kreisförmiger Ort; ursprüngliches Gebiet der Gerichtsbarkeit und des Asylrechts der Herrschaft des Gutes Spyck. Die hier vorhandenen Höfe waren alle eigenhörig. Der Sage nach soll die Größe dieses Ortes durch Umspannen mit einem Seidenfaden festgestellt worden sein. Kring war nicht selbstständig. Die Verwaltung erfolgte durch Bramsche.
Wesel (alt: Weselo), von wis = Wasser und lo, loh = Gehölz bedeutet Holzbestand in nassem Gelände. Wesel liegt südlich von Bramsche. Hier sind, besonders in Lögerings Tannen, viele vorgeschichtliche Funde gemacht worden.
Sommeringen (alt: Sumerhamen, später Somerhamen, 1285) ist gleichbedeutend mit Sommerweide. Dabei ist eng, ing ein altsächsisches Wort mit der Bedeutung Weide-, Wiesen- oder Ackerfläche größeren Umfanges. Um 1150 lieferte ein Ezzelin aus Sumerhamen 23 Maß Korn über den Oberhof in Schapen an Werden. Ham = Wiese.
Hüvede (alt: Huvida, Hubide, Hufden), erstmals 890 im Werdener Heberegister erwähnt. Thiadrad und Ermund hatten Abgaben an Werden zu zahlen. Ein Hof Hüvett hat noch 1905 in Hüvede bestanden. Hüvede wurde immer gemeinsam mit Sommeringen verwaltet.
Mundersum (alt: Munersde 1150, Munersen, Munersum 1550). Das Bestimmungswort mund verweist auf einen Versammlungsort. Die Endigungen -ina, -ini, -ine, -inun, -enan, -enun, -um, -un, -ene, -en kommen in zahlreichen Ortsnamen anstelle eines abgeschlissenen Grundwortes vor, ohne dass sich entscheiden lässt, ob sie auf einunddasselbe oder auf mehrere ursprüngliche, alte Wörter zurückgehen. Darin steckt ein allgemeines Grundwort mit der Bedeutung „Siedlung“. Das im Emsland häufige -um ist, wie man auch hier sehen kann, eine jüngere Form, die zum Teile an die Stelle älterer getreten ist, beispielsweise auch bei Dersum statt Dersinun, Walchum für Walkiun, Baccum statt Baccamun. Der Ort grenzt an Baccum. Um 1150 hatte ein Markwardus 16 Scheffel Korn und einen Widder an den Oberhof in Schapen zu liefern. Der Hof Wulfekotte war nach einer Überlieferung Ausgangspunkt und Jagdherberge für nächtliche Wolfjagden.
Estringen (alt: Asderigun 1000) wurde erstmals um 1000 im Werdener Heberegister als Teil des Venkigaus erwähnt. Zahlreiche Funde steinzeitlicher Gerätschaften belegen, dass dieser Ort schon in der Steinzeit große Bedeutung gehabt haben muss. Die Herkunft leitet sich von den Begriffen Esch und Thing ab. Esch bedeutet fruchtbares Ackerland und der Thingplatz war bei den Germanen ein geheiligter religiöser Platz. Zusätzlich diente dieser Ort als Gerichts- und Versammlungsplatz. Auf dem Thing wurden alle wichtigen Entscheidungen getroffen.
Rottum (alt: Rotmen 1287) aus Rotham, Rothem, östlich von Estringen; bezeichnet eine gerodete Waldfläche. Später von Estringen verwaltet.
Polle wird erstmals um 1180 genannt. Damals hatte ein Herimann acht Maß Korn an den Oberhof in Schapen zu liefern. Der Hof Pollmann war den Tecklenburgern eigenhörig. Möglicherweise leitet sich der Name von der gräflichen Pohlmöhle ab, in deren Nähe eine Furt durch die Aa ging. Der alte Botenweg von Lingen nach Rheine führte über diese Fuhrt, durch den Poller Sand. Auf dem Gelände des Landwirts Pollmann wird dieser Weg zu einem Hohlweg. Dieser Hohlweg war öfters Schauplatz von Überfällen der Tecklenburger. Auf Poller Grund wurde das Atomkraftwerk Lingen errichtet. Die Rottum und Polle waren nicht selbstständig. Die Verwaltung erfolgte durch Estringen.

### Entwicklung einzelner Ortsteile
| Einwohnerzahl      | 1794  | 1880  | 1900  | 1925  | 1933 | 1939 | 1950 | 1961 | 1970 | 2008 | 2012 |
| ------------------ | ----- | ----- | ----- | ----- | ---- | ---- | ---- | ---- | ---- | ---- | ---- |
| Bramsche-Wesel     | k. A. | 577   | 700   | 826   | 909  | 931  | 1465 | 2243 | 607  | 762  | 2180 |
| Estringen-Polle    | k. A. | 224   | 273   | k. A. | 233  | 254  | 378  | 250  | 315  | 313  | 252  |
| Hüvede-Sommeringen | k. A. | k. A. | k. A. | 256   | 313  | 315  | 407  | 263  | 338  | 359  | 266  |
| Mundersum          | k. A. | 277   | 308   | 137   | 139  | 137  | 213  | 88   | 131  | 124  | 80   |
| gesamt             | 475   |       |       |       |      |      |      |      |      |      |      |

## Kultur
Das kulturelle Leben in Bramsche wird wesentlich von den Vereinen getragen; so heißt das Heimathaus „Haus der Vereine“. Es entstand aus der restaurierten Mühle und der alten Ortmann‘schen Scheune, die – ebenfalls im Rahmen der Dorferneuerung – in den Ortskern versetzt wurde. Ein Höhepunkt im gesellschaftlichen Leben der Dorfgemeinschaft ist das Schützenfest, das in jedem Jahr an Christi Himmelfahrt auf der Wiese vor dem Sportzentrum stattfindet.
Der Ortskern wurde neu gestaltet, die Vereine und bürgerschaftlichen Gruppen erhielten ein Heimathaus, der Schulplatz wurde saniert. Der Sportverein ist die SG Bramsche e. V. 1966.
In Bramsche gibt es verschiedene Fußball-Fanclubs. 2005 wurde der Fanclub Red Barons des Fußballvereins Hannover 96 gegründet. Im Jahr 2000 gründeten sich die Bramscher Blue Devils, ein Fanclub des FC Schalke 04. Den ältesten Fanclub stellen die Fans des FC Bayern München. Der Fanclub „Bramscher Seppls“ wurde im Jahr 1994 gegründet und hat über 70 Mitglieder. Der Fanclub veranstaltet jedes Jahr ein Fanclub-Fußballturnier mit einer großen Tombola. Der Erlös wird für Gruppierungen oder Einrichtungen im Dorf gespendet.

## Industrie
Ein großer Teil der Industrie der Stadt Lingen befindet sich auf Bramscher Gebiet. Hier befinden sich unter anderem ein Stahlwerk des Unternehmens Benteler und das AKW Emsland. Die Gegend ist weiterhin von landwirtschaftlichen Betrieben geprägt.

## Religion
Seit dem 13. Jahrhundert ist Bramsche als Pfarrei benannt. Die damalige Kapelle wurde 1314 durch den damaligen Bischof des Bistums Osnabrück zur Pfarrkirche geweiht. Die jetzige Saalkirche aus Bruchsteinen entstand in mehreren Bauabschnitten.

Pfarrkirche St. Gertrudis
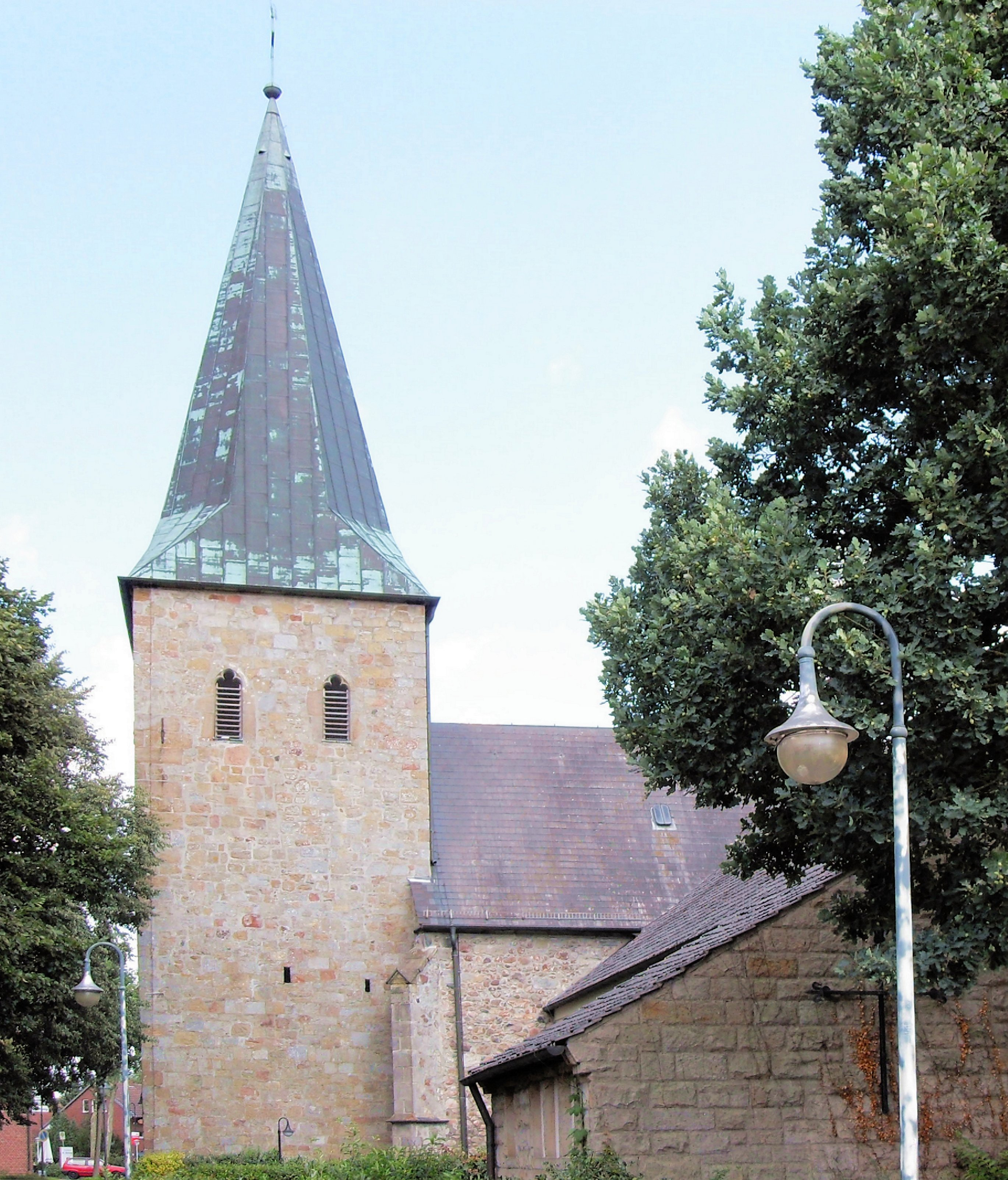
Kirchturm
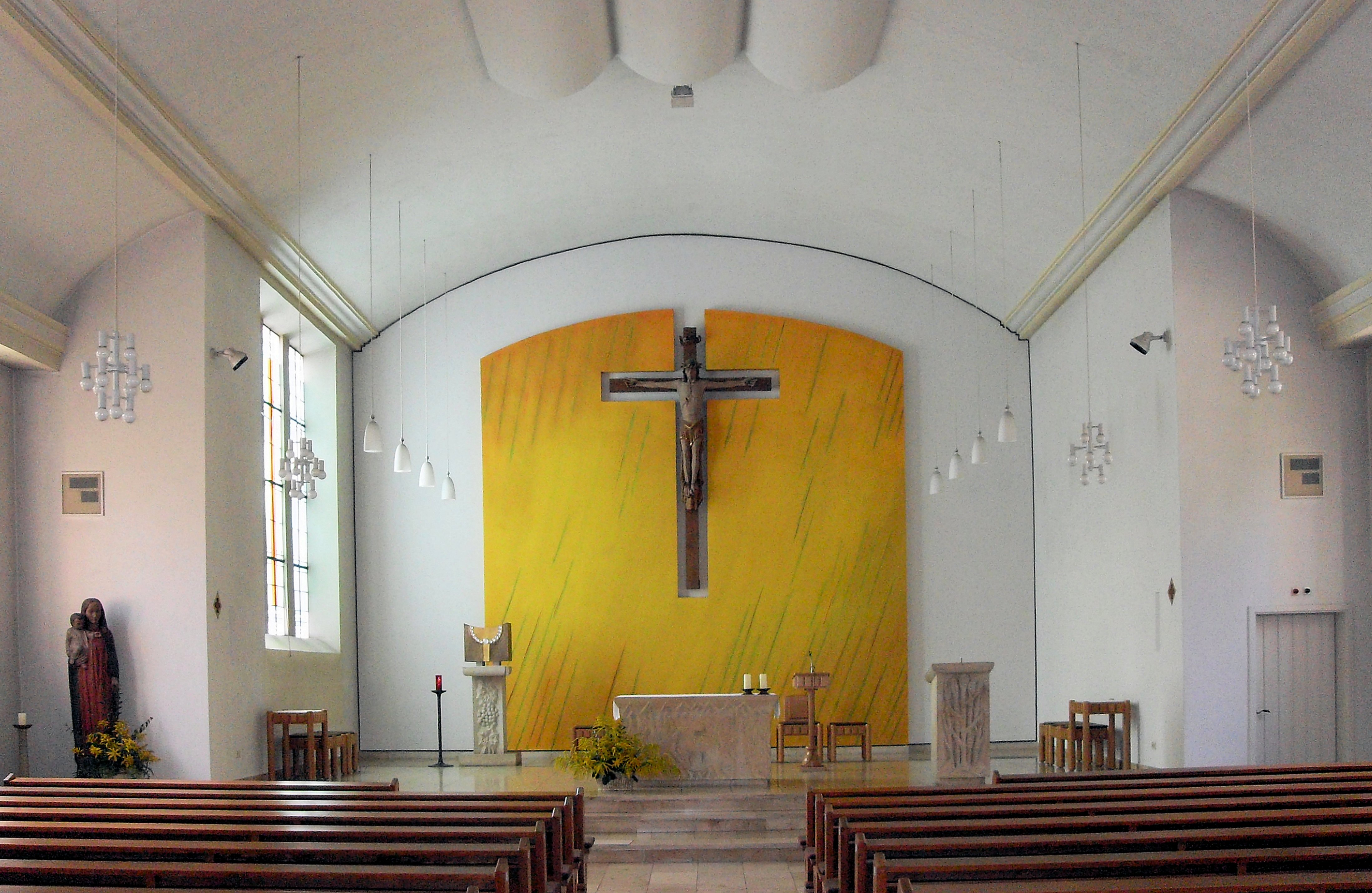
Altar
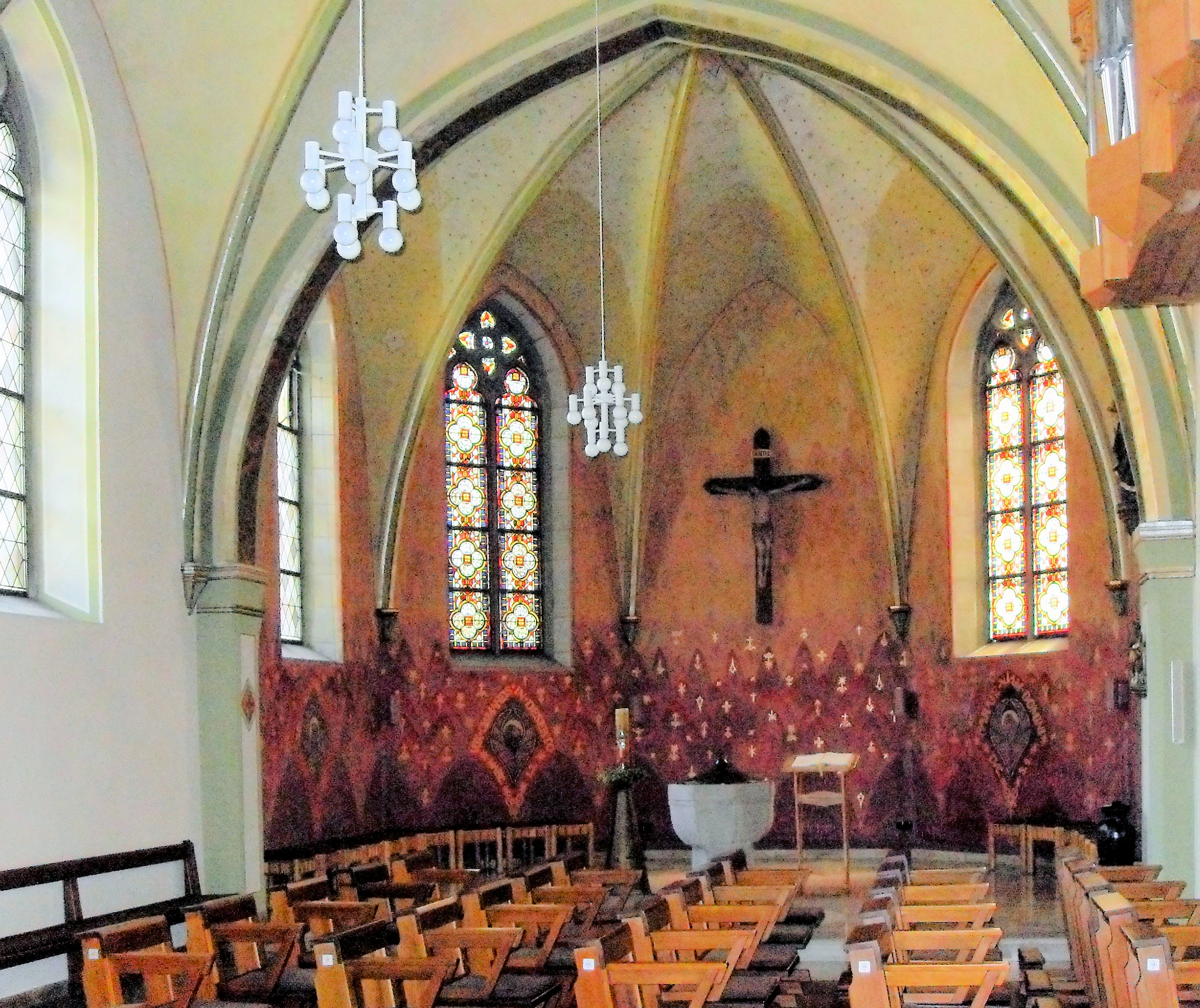
Wandgemälde im alten Kirchenschiff
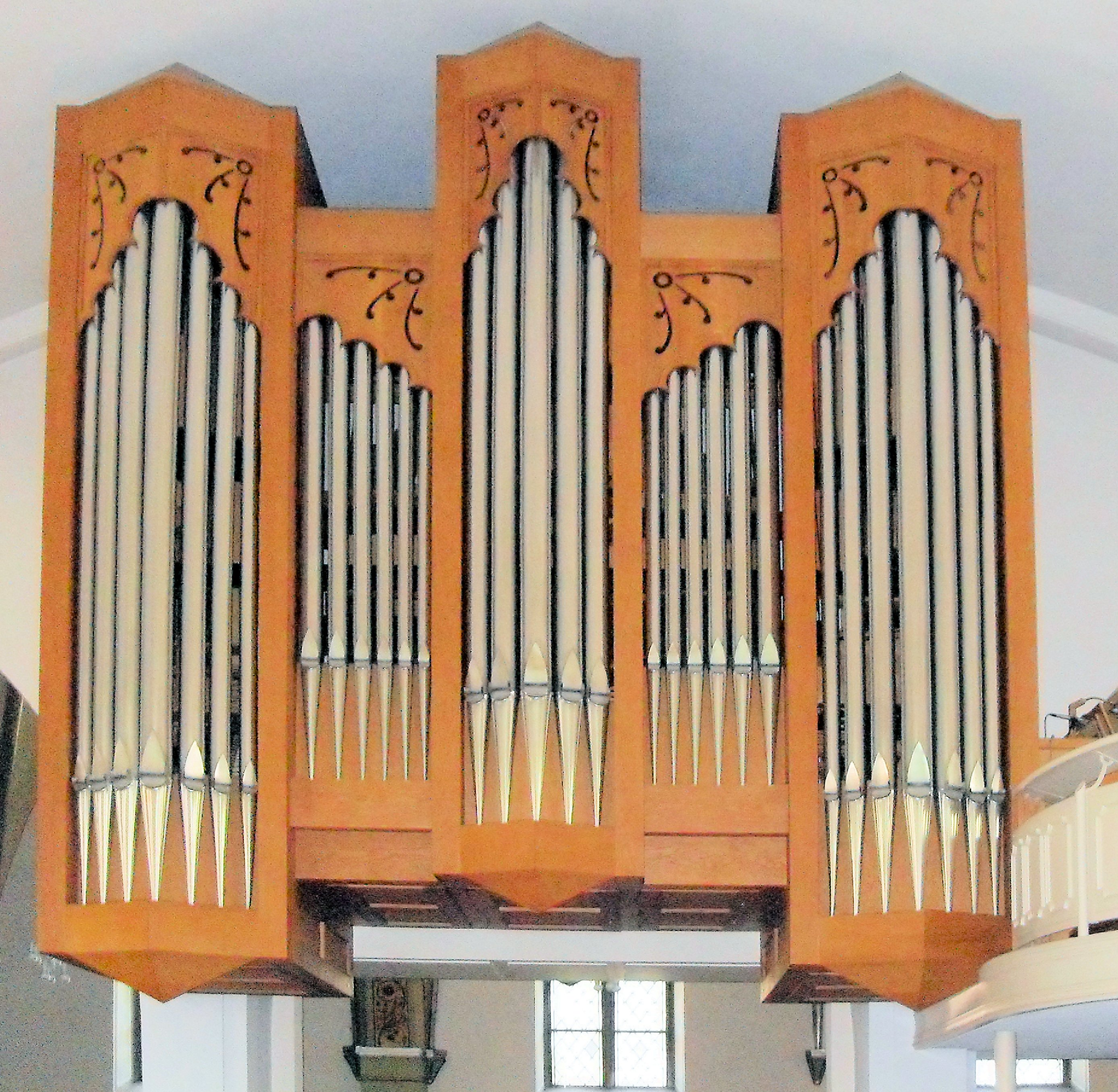
Orgel

Die Zugehörigkeit Estringens zur Pfarrei Lingen ist seit 1250 urkundlich bezeugt. Die turmlose gotische St.-Antonius-Kapelle wurde nach einer Inschrift über der Südtür 1520 erbaut; wahrscheinlich hatte sie einen Vorgängerbau.

## Politik
Der Ortsrat, der Bramsche vertritt, setzt sich aus elf Mitgliedern zusammen. Die Ratsmitglieder werden durch eine Kommunalwahl für jeweils fünf Jahre gewählt. Die aktuelle Amtszeit begann am 1. November 2021 und endet am 31. Oktober 2026.
Die vergangenen Ortsratswahlen ergaben folgende Ergebnisse:
| Ortswahl        | 2021    | 2021    | 2021    |         | 2016    | 2016    | 2016    | 2011    | 2011    | 2011    | 2006    | 2006    | 2006 |
| Ortswahl        | Stimmen | %       | Sitze   | Stimmen | %       | Sitze   | Stimmen | %       | Sitze   | Stimmen | %       | Sitze   |      |
| --------------- | ------- | ------- | ------- | ------- | ------- | ------- | ------- | ------- | ------- | ------- | ------- | ------- | ---- |
| CDU             | 3594    | 82,5    | 9       | 3460    | 81,9    | 9       | 3100    | 81,5    | 9       | 3280    | 85,0    | 9       |      |
| SPD             | 0328    | 07,5    | 1       | 0466    | 11,0    | 1       | 0704    | 18,5    | 1       | 0581    | 15,1    | 2       |      |
| Die BürgerNahen | 0279    | 06,4    | 1       | 0299    | 07,1    | 1       | –       | –       | –       | –       | –       | –       |      |
| Grüne           | 0156    | 03,6    | 0       | –       | –       | –       | –       | –       | –       | –       | –       | –       |      |
| Wahlbeteiligung | 69,74 % | 69,74 % | 69,74 % | 69,37 % | 69,37 % | 69,37 % | 61,62 % | 61,62 % | 61,62 % | 61,57 % | 61,57 % | 61,57 % |      |

## Persönlichkeiten
- Hans-Gerd Strube, Politiker (CDU), von 1983 bis 1994 Mitglied des Bundestages
- Tamara Zieschang, Politikerin (CDU), seit 2019 Staatssekretärin im Bundesministerium für Verkehr und digitale Infrastruktur